# Хени Майер
Хени Майер (на нидерландски: Henny Meijer) е бивш нидерландски футболист.

## Биография
Хени Майер е роден на 17 февруари 1962 г. в Парамарибо, Суринам.
Става известен с отбелязването на първия гол на J1 League в 19-а минута от мача срещу Йокохама Маринос на 15 май 1993 г.

### Национален отбор
Записал е и 1 мач за националния отбор на Нидерландия.
| Нидерландия | Нидерландия | Нидерландия |
| Година      | Мачове      | Голове      |
| ----------- | ----------- | ----------- |
| 1987        | 1           | 0           |
| Общо        | 1           | 0           |